# 内閉鎖筋
内閉鎖筋（ないへいさきん、英語: obturatorius internus muscle）は人間の坐骨と恥骨の筋肉で股関節の外旋を行う。
閉鎖孔のまわりの寛骨の内面および閉鎖膜から起こり、小坐骨孔をほとんど完全に埋めながら通過しながら、転子窩で終わる。小坐骨切痕には内閉鎖筋の坐骨包がみられる。